# Kloroxin
Kloroxin (též dichlorchinolinol; latinsky cloroxinum či dichlorchinolinolum) je střevní antiseptikum , které se ve formě tablet používá k léčbě průjmů infekčního původu. Kloroxin je také součástí dermatologik s dezinfekčním účinkem.

## Chemické a fyzikální vlastnosti
Chemicky se jedná o 5,7-dichlor-8-chinolinol. Sumární vzorec je C9H5Cl2NO. Relativní molekulová hmotnost (Mr) je 214,05.
Jedná se o krystalický prášek, téměř bílé až slabě šedohnědé barvy, který je prakticky nerozpustný ve vodě, těžce rozpustný v 96% ethanolu a mírně rozpustný v dichlormethanu. Rozpouští se v roztocích minerálních kyselin a alkalických hydroxidů.
Teplota tání je 181 °C.

## Použití

### Indikace
Perorální formy (tablety) se používají při infekčním průjmu, poruchách střevní mikroflóry (např. po léčbě antibiotiky), giardióze.
Externí formy (pasta) slouží k léčbě dermatóz (onemocnění kůže) způsobených nebo sekundárně infikovani bakteriemi, dále při impetigu a kandidové vulvitidě (zánět vulvy způsobený kvasinkami).

### Mechanismus účinku
Kloroxin má bakteriostatické, fungistatické a antiprotozoální vlastnosti. Působí proti streptokokům, stafylokokům, kandidám, giardiím, shigelám či trichomonádám.
Nepůsobí negativně na přirozenou střevní mikroflóru.[zdroj?]

### Dávkování
Dospělí a děti nad 40 kg užívají 3× denně 250 mg po dobu 2–3 dnů, nejdéle však 7 dnů. Pokud nedojde k úpravě do 4 dnů, je vhodné kontaktovat lékaře.
Pasta se aplikuje na postižená místa kůže 2–3× denně do vymizení potíží.

### Nežádoucí účinky
Zřídka se vyskytuje nevolnost a zvracení při perorálním podání. Při lokálním může dojít k podráždění kůže.

### Těhotenství a kojení
Užívání tablet se v těhotenství ani při kojení nedoporučuje. Pasta se nemá používat v 1. trimestru, po zbytek těhotenství pouze krátkodobě na malé plochy kůže.

### Interakce
Žádné interakce nebyly popsány.

## Farmakokinetika
Kloroxin se do organismu vstřebává minimálně, má lokální (místní) působení.

## Léčivé přípravky
V Česku jsou registrovány následující léčivé přípravky s obsahem kloroxinu (1. 7. 2008):
| Název přípravku | Léková forma       | Složení                                                       | Výrobce              | Status výdeje   |
| --------------- | ------------------ | ------------------------------------------------------------- | -------------------- | --------------- |
| Endiaron        | potahované tablety | kloroxin 250 mg/tbl                                           | Zentiva              | volně prodejný  |
| Endiaron HBF    | pasta              | kloroxin 50 mg/g (5%)                                         | Herbacos-Bofarma     | volně prodejný  |
| Endioderm       | pasta              | kloroxin 50 mg/g (5%)                                         | Herbacos-Bofarma     | volně prodejný  |
| Triaderm        | kožní sprej        | triamcinolon acetonid 1 mg/g (0,1%) kloroxin 0,3 mg/g (0,03%) | Ivax Pharmaceuticals | vázán na recept |
| Triamcinolon E  | mast               | triamcinolon acetonid 1 mg/g (0,1%) kloroxin 10 mg/g (1%)     | Zentiva              | vázán na recept |

Kloroxin je rovněž předepisován do individuálně připravovaných dermatologik. Český lékopis jej řadí mezi separanda, musí se tedy v lékárně uchovávat odděleně od jiných surovin.